# Великодный, Владислав Анатольевич
Владисла́в Анато́льевич Велико́дный (6 сентября 1971) — советский и российский футболист, полузащитник и нападающий.

## Карьера
Профессиональную карьеру начал в 1989 году в анапском «Спартаке», в составе которого выступал до 1990 года, проведя за это время 60 матчей и забив 2 мяча в ворота соперников. В 1991 году перешёл в московский «Локомотив», в котором, однако, не смог пробиться в основной состав, и так и не проведя ни одного матча, перешёл в сентябре в клуб «Голубая нива» из города Славянск-на-Кубани, где в том сезоне тоже ни разу не вышел на поле.
В 1992 году перешёл в «Кубань», в составе которой дебютировал в Высшей лиге чемпионата России, всего в том сезоне провёл 19 матчей, в которых забил 1 гол, в чемпионате и 1 встречу в Кубке России. В том же году сыграл 1 матч и в составе славянской «Нивы». В следующем сезоне провёл уже 30 матчей, в которых забил 5 мячей. В 1994 году сыграл в 37 матчах команды в лиге и забил 7 голов, кроме того, принял участие в 3-х матчах Кубка, а в 1995 году сыграл уже в 39 матчах клуба в первенстве, забил 10 голов и, помимо этого, провёл 5 встреч в Кубке страны. Кроме того, в сезоне 1995 года Великодный забил свой первый и единственный в карьере хет-трик, произошло это 21 сентября в выездном матче 34-го тура против белгородского «Салюта», завершившемся победой «Кубани» со счётом 4:1. В сезоне 1996 года сыграл в 37 матчах и забил 3 мяча за основной состав, и ещё 1 встречу провёл за выступавший в Третьей лиге дублирующий состав клуба. Следующий сезон начался для Владислава неудачно, поскольку в самом его начале он выбыл из строя на несколько месяцев из-за осколочного перелома руки. Вернулся в состав только в августе. Всего в том сезоне провёл 18 матчей и забил 2 гола за основной состав, л в 37 матчах и забил 3 мяча за основной состав, 1 встречу сыграл в Кубке, и ещё 4 раза выходил на поле в составе дубля в Третьей лиге. Сезон 1998 года стал последним для Великодного как в «Кубани», так и в профессиональном футболе вообще, всего в том году он сыграл в 33 матчах, в которых забил 2 гола, в первенстве и 1 встречу провёл в Кубке. Всего за «Кубань» провёл 224 официальных матча, в которых забил 30 мячей в ворота соперников. После ухода из «Кубани» Владислав выступал за различные любительские команды города и края.